# 茵卡·戴尔
茵卡·戴尔（英語：Yinka Dare，1972年10月10日—2004年1月9日），尼日利亚篮球运动员，曾效力于美国NBA联盟。他在1994年的NBA选秀中第1轮第14顺位被新泽西篮网选中。